# Taposott gyomnövényzet
A taposott gyomnövényzet túlnyomórészt egyéves növényekből álló társulás a mérsékelt és mediterrán övezet taposott termőhelyein. Ilyen helyek az ösvények és utak széle, földutak középső pásztái, füves sportpályák és játszóterek. Az élőhelyet meghatározó taposás miatt a talaj tömörödött, levegőtlen, vízkapacitása csökkent. A növények rendszeres mechanikai hatásoknak vannak kitéve.

## Jellemzői
Monodomináns, fajszegény növényegyüttesek, ruderális stratégiájú (széles ökológiai toleranciájú, gyorsan szaporodó, a tápanyagkínálatot jól felhasználni képes, stressztűrő) fajokkal, főként lecsepült, földre terülő füvekkel és dudvás szárú növényekkel.

## Besorolása
Borhidi szerint a besorolása az alábbiak szerint történik:

### Osztály: Taposott gyomnövényzet
(Polygono arenastri-Poëtea annuae Rivas-Martinez 1975. corr. Rivas-Martinez & al. 1991.)
Egy rend és két csoport tartozik alá.

#### Rend: Mezofil gyomos rétek
(Polygono arenastri-Poëtalia annuae R.Tx. in Géhu & al. 1972 corr. Rivas-Martinez & al. 1991.)
Taposás, bolygatás miatt fajszegény társulás.

##### Csoport: Madárkeserűfüves gyomtársulások
(Matricario matricarioidis-Polygonion arenastri Rivas-Martinez 1975. corr. Rivas-Martinez & al. 1991.)
Száraz, napos fekvésű, extrém tömörödött talajon alakul ki, ahol a tápanyagok mobilizálása nehézkes.
Jellemző fajai:
- varjúláb (Coronopus squamatus)
- csillagpázsit (Cynodon dactylon)
- kis tőtippan (Eragrostis minor)
- kopasz porcika (Herniaria glabra)
- borzas porcika (Herniaria hirsuta)
- vékony szittyó (Juncus tenius)
- büdös zsázsa (Lepidium ruderale)
- angolperje (Lolium perenne)
- sugártalan székfű (Matricaria discoidea)
- lándzsás útifű (Plantago lanceolata)
- nagy útifű (Plantago major)
- egyéves perje (Poa annua)
- madárkeserűfű (Polygonum arenastrum)

##### Csoport: Zöldhúros gyomtársulások
(Saginion procumbentis R.Tx. & Ohba in Géhu & al. 1972)
Nyirkos és savanyú kémhatású taposott talajok apró termetű, párnaszerű növényekből álló társulásai, Magyarországon a Nyugat-Dunántúlon fordul elő. A kísérő fajok közt iszaptársulások és sovány legelők növényfajai előfordulhatnak.
Jellemző fajai:
- cérnatippan (Agrostis capillaris)
- heverő zöldhúr (Sagina procumbens)
- sziromtalan zöldhúr (Sagina apetala)
- piros budavirág (Spergularia rubra)
- varangyszittyó (Juncus bufonius)
- henye perje (Poa supina)
- juhsóska (Rumex acetosella)
- ezüstmoha (Bryum argenteum)
- kakukkfűlevelű veronika (Veronica serpyllifolia)

## Besorolás az Általános Nemzeti Élőhely-osztályozási Rendszerbe
Taposott gyomnövényzet és ruderális iszapnövényzet néven szerepel az Általános Nemzeti Élőhely-osztályozási Rendszer (ÁNÉR) átdolgozott és javított változatában. Erősen taposott, csupasz földfelszínek gyomvegetációja, valamint ruderális iszapnövényzete. Beletartozik az egyévesek uralta, ruderális pionír növényzet. 
Az előzőeken túl további élőhelyeket sorol fel, például állattartó telepek udvara, itatóhelyek környéke, tartósan vízzel borított vagy degradált, bolygatott felszínek (belvizes szántók, libalegelők, vaditatók, dagonyázó helyek, földutak, gátkoronák).  
Jellemző fajai: 
- madárkeserűfű (Polygonum aviculare agg.)
- kőperje (Sclerochloa dura)
- egynyári perje (Poa annua)
- angolperje (Lolium perenne)
- nagy útifű (Plantago major)
- heverő tócsahúr (Peplis portula)
- kakaslábfű (Echinochloa crus-galli)

## További kapcsolódó irodalom
- Dancza István:  Ruderális növénytársulások a Zalai-dombvidéken.  Kanitzia Journal of Biology,   (2003)
- https://mersz.hu/dokumentum/m30mn__249/
- https://termeszetvedelmikezeles.hu/adatlap-aner?showAll=0&id=2014